# Політанки
Політа́нки — село в Україні, у Шаргородській міській громаді Жмеринського району Вінницької області. До 2020 центр сільської ради. Населення становить 786 осіб (станом на 2001 рік). 

## Історія
12 червня 2020 року відповідно до Розпорядження Кабінету Міністрів України № 707-р «Про визначення адміністративних центрів та затвердження територій територіальних громад Вінницької області» увійшло до складу Шаргородської міської громади.
17 липня 2020 року, в результаті адміністративно-територіальної реформи та ліквідації Шаргородського району, село увійшло до складу Жмеринського району Вінницької області.
Село розташоване на південному заході громади.

## Географія
| Клімат Політанків       | Клімат Політанків | Клімат Політанків | Клімат Політанків | Клімат Політанків | Клімат Політанків | Клімат Політанків | Клімат Політанків | Клімат Політанків | Клімат Політанків | Клімат Політанків | Клімат Політанків | Клімат Політанків | Клімат Політанків |
| Показник                | Січ.              | Лют.              | Бер.              | Квіт.             | Трав.             | Черв.             | Лип.              | Серп.             | Вер.              | Жовт.             | Лист.             | Груд.             | Рік               |
| Середній максимум, °C   | −1,7              | −0,1              | 5,1               | 14,1              | 20,3              | 23,3              | 24,7              | 24,3              | 20,1              | 13,4              | 5,8               | 0,8               | 12,5              |
| Середня температура, °C | −4,9              | −3,4              | 1,2               | 9,0               | 14,7              | 17,9              | 19,3              | 18,6              | 14,6              | 8,8               | 2,8               | −1,9              | 8,1               |
| Середній мінімум, °C    | −8,1              | −6,7              | −2,6              | 3,9               | 9,2               | 12,5              | 13,9              | 13,0              | 9,2               | 4,2               | −0,1              | −4,5              | 3,7               |
| Норма опадів, мм        | 34                | 34                | 30                | 49                | 66                | 95                | 93                | 60                | 49                | 32                | 38                | 40                | 620               |
| ----------------------- | ----------------- | ----------------- | ----------------- | ----------------- | ----------------- | ----------------- | ----------------- | ----------------- | ----------------- | ----------------- | ----------------- | ----------------- | ----------------- |
| Джерело:                |                   |                   |                   |                   |                   |                   |                   |                   |                   |                   |                   |                   |                   |

## Населення
Станом на 1989 рік у селі проживали 976 осіб, серед них — 388 чоловіків і 588 жінок.
За даними перепису населення 2001 року у селі проживали 786 осіб. Рідною мовою назвали:
| Мова       | Кількість осіб | Відсоток |
| ---------- | -------------- | -------- |
| українська | 779            | 99,11 %  |
| російська  | 7              | 0,89 %   |

## Економіка
У 2013 році в селі розпочалось відновлення ГЕС, яка була збудована ще у 1956 році, і було закінчене наступного року

## Релігія
У селі є православна церква, розпис іконостасу якої робив український живописець Вячеслав Васянович.[джерело?]

## Пам'ятки
У селі стоїть пам’ятник 111 воїнам – односельчанам, які загинули на фронтах Другої світової війни, а також братська могила 17 воїнів Червоної армії, що загинули при визволенні села. Також біля Політанок розташований курганний могильник.